# Madvillain
Madvillain foi uma dupla musical formada pelo rapper britânico MF DOOM e o produtor Madlib, além de contribuições de seus respectivos alter egos como Victor Vaughn, King Geedorah (MF DOOM) e Quasimoto (Madlib). Seu único álbum, Madvillainy, é considerado por diversos críticos e artistas como um dos maiores álbuns de hip-hop de todos os tempos. Segundo rumores, uma continuação de Madvillainy estava em produção durante vários períodos desde o final dos anos 2000, mas nenhum material original foi lançado pela dupla desde 2010. Desde a morte de MF DOOM em 2020, o futuro do projeto é incerto.

## História
Em 2006, a dupla Madvillain participou do álbum de compilação Chrome Children, lançado pela Stones Throw Records em colaboração com o Adult Swim. No mesmo ano, uma nova música foi lançada juntamente de uma apresentação ao vivo. Logo após, Kidrobot anunciou uma Action Figure de Madvillain.
Em 2009, a gravadora Stones Throw, anunciou um segundo álbum de Madvillain sendo produzido por Madlib e MF DOOM.
Em 26 de maio de 2010, Madvillain lançou a música "Papermill" através do site oficial do Adult Swim. Em 3 de janeiro de 2011, Madvillain lançou a música "Avalanche" e um remix da música "Victory Laps" do Doomstarks, através de um mixtape Stones Throw.
Em 2011, durante uma entrevista para a Red Bull Music Academy na cidade de Madrid, MF DOOM admitiu que o segundo álbum de Madvillain estava "quase pronto desde 2 anos e que seria lançado logo".